# Laura Spring
Laura Spring (* 1984) ist eine Schweizer Politikerin (Grüne).

## Leben
Laura Spring studierte Agrarwissenschaften an der ETH Zürich und arbeitete anschliessend bei Bio Suisse und als Geschäftsleitungsmitglied und Leiterin Qualitätsmanagement bei deren Tochterfirma International Certification Bio Suisse AG in Basel. Seit 2022 ist sie Geschäftsführerin von Vision Landwirtschaft. Im Herbst 2024 wird Spring bei Bio Suisse, zusammen mit Barbara Küttel, das Ressort «Politik» in Co-Leitung übernehmen. Sie lebt in Luzern.

## Politik
Im März 2020 wurde Laura Spring in den Grossen Stadtrat (Legislative) der Stadt Luzern gewählt, dem sie bis Dezember 2020 angehörte.
Bei den kantonalen Wahlen 2019 erreichte Spring den ersten Ersatzplatz und konnte 2021 für die zurückgetretene Noëlle Bucher in den Kantonsrat des Kantons Luzern nachrücken. Sie ist seit 2021 Mitglied der Kommission für Justiz und Sicherheit und Ersatzmitglied der Kommission für Erziehung, Bildung und Kultur.
Laura Spring ist seit 2022 Beirätin der der Kontakt- und Beratungsstelle für Sans Papiers Luzern sowie Vorstandsmitglied von Pro Natura Luzern.